# Герб Мичуринского района (Тамбовская область)
Герб муниципального образования Мичу́ринский район Тамбовской области Российской Федерации — опознавательно-правовой знак, служащий официальным символом муниципального образования.
Герб Мичуринского района утверждён решением Мичуринского районного Совета народных депутатов от 13 сентября 2012 года № 342.
Герб внесён в Государственный геральдический регистр Российской Федерации под регистрационным номером 7966..

## Описание герба
«В зелёном поле под червлёной главой, тонко завершённой золотом и обременённой таковым же деревянным строением из двух угловых башен, соединённых арочной стеной, золотая, плывущая прямо по лазоревой оконечности ладья, с серебряным, свёрнутым на скошенной слева перекладине, парусом, сопровождаемая поверх оконечности золотыми перекрещёнными внизу снопом из 3-х колосьев справа и яблоневой ветки с тремя яблоками слева».
Герб Мичуринского района в соответствии с Законом Тамбовской области от 27 марта 2003 года № 108-З «О гербе Тамбовской области» (ст. 4) может воспроизводится с вольной частью — четырёхугольником, примыкающим к верхнему правому углу герба Мичуринского района с воспроизведёнными в нём фигурами из герба Тамбовской области.
Герб Мичуринского района в соответствии с Методическими рекомендациями по разработке и использованию официальных символов муниципальных образований (Раздел 2, Глава VIII, п.п. 45-46), утверждёнными Геральдическим советом при Президенте Российской Федерации 28.06.2006 года может воспроизводиться со статусной короной установленного образца.

## Обоснование символики
Герб языком символов отражает природные, экономические и исторические особенности Мичуринского района.
Символика фигур герба:
— крепость из двух сторожевых башен, соединённых арочной стеной — символ Козловской сторожевой черты, защищавшей южные границы Российского государства от набегов крымских и нагайских татар. С момента основания крепости в 1635 году и до 1932 года город, выросший вокруг крепости, назывался Козлов (ныне Мичуринск). Открытая арка (без ворот) символизирует мирный характер защитников крепости, потерявшей своё оборонное значение уже в 1702 году. В XVIII веке город стал крупным торговым центром;
— ладья — символ того, что именно на территории Мичуринского района, на реке Воронеж в конце XVII века — были построены суда для Азовской флотилии. Главная судоверфь в те годы была построена в с. Торбеево (ныне Старое Тарбеево). Такие же судоверфи существовали и в других поселениях, входящих в настоящее время в Мичуринский район;
— яблоневая ветка — символизирует знаменитые мичуринские яблоки, выведенные великим русским естествоиспытателем Иваном Владимировичем Мичуриным, имя которого носит район. В Козлове Мичурин прожил с 1872 года до конца своих дней, создав на свои деньги одну из первых в России селекционную станцию по выведению новых сортов ягодных и плодовых культур;
— колосья — символ плодородия здешних земель, развитого полеводства, сельскохозяйственной направленности района;
— венок — символ славы и почёта, символ памяти о многих знаменитых людям, уроженцах Мичуринского района.
Зелёный цвет символизирует природу, весну, здоровье, молодость и надежду.
Красный цвет (Червлень) — символ труда, мужества, жизнеутверждающей силы, красоты и праздника.
Лазоревая оконечность — символ рек протекающих по территории района (Воронеж, Лесной Воронеж, Польной Воронеж и др.). Лазурь также символ возвышенных устремлений, искренности, преданности, возрождения.
Золото — символ прочности, богатства, величия, интеллекта и прозрения.
Серебро — символ чистоты, открытости, божественной мудрости, примирения.

## История герба
История создания герба Мичуринского района началась в 1997 году, когда Совет районных депутатов объявил конкурс на разработку эскиза герба, в котором приняли участие пять местных художников. Победителем конкурса стал мичуринский художник Виктор Курьянов, ныне живущий в Тарусе.
В 2012 году герб района был доработан Союзом геральдистов России, после чего официально утверждён районным Советом народных депутатов и внесён в Государственный геральдический регистр Российской Федерации.
Авторская группа создания герба: идея герба — Виктор Курьянов (Мичуринский район), геральдическая доработка — Константин Моченов (Химки), художник — Ирина Соколова (Москва), компьютерный дизайн — Ольга Салова (Москва), обоснование символики — Вячеслав Мишин (Химки).